# Макандаль, Франсуа
Франсуа́ Маканда́ль (фр. François Mackandal; ум. 20 января 1758, Ле-Кап, Сан-Доминго) — предводитель восстания гаитянских маронов (беглых рабов). Это выступление рассматривается как предтеча Гаитянской революции.

## Биография
Сведения о Макандале противоречивы и в значительной степени основаны на фольклорных источниках. Известно, что он был чёрным рабом, привезённым из Африки в возрасте 12 лет. Ранние источники указывают, что он происходил с Атласских гор, однако чаще считается, что либо из Конго, либо из Западной Африки (франко-сенегальская учёная Сильвиан Диуф называет в качестве возможной страны происхождения Сенегал, Мали или Гвинею). Традиция называет его унганом (жрецом вуду) и приписывает ему колдовские способности; по другим сведениям, например, приводимым Диуф и гаитянским историком Томасом Мадью, он был мусульманином и знал арабский язык (во время допросов он повторял Шахаду).
Работая на сахарной плантации около города Ле-Кап, он лишился правой руки (её раздробило давильней для сахарного тростника). После этого Макандаль сбежал с плантации и вместе с другими беглецами поднял масштабное восстание против рабовладельцев, продолжавшееся 12 лет. Он проявил себя талантливым оратором (по мнению С. Л. Р. Джеймса, в красноречии он не уступал европейским ораторам) и организатором, связавшим доселе разнозненные группы маронов и ещё не сбежавших рабов на плантациях; число его сторонников в различное время колебалось от 3 до 20 тысяч. Восставшие мароны использовали партизанскую тактику, по ночам поджигая плантации, нападая на французские патрули в лесах и в горах; Макандаль лично учил рабов готовить отраву из местных трав, которую они использовали в бою или тайно добавляли в пищу своим хозяевам. Способности Макандаля, а также лёгкость, с которой он избегал плена, создали ему репутацию колдуна.
В 1757 году французы взялись за поимку Макандаля. Подвергнув пыткам его сторонника, они выбили сведения о местнонахождении мятежного лидера, который в итоге был схвачен и приговорён к сожжению; на его казнь специально сгоняли рабов со всего острова. Его смерть также овеяна разнообразными легендами, в придачу к другим — о его сверхъествественном спасении или о том, что он потерял правую руку в прессе для сахарного тростника. Возглавленное им восстание маронов сошло на нет, но его опыт был использован во время Гаитянской революции.

## Интересные факты
- Одно из преданий о Макандале утверждает, что он не был сожжён, а во время казни превратился в комара и улетел[4][6][7]. Кубинский писатель Алехо Карпентьер, один из создателей «магического реализма», использует это предание в романе «Царство земное» (исп. El Reino de este mundo).
- Первое известие о Макандале в России относится к 1792 году: в журнале «Чтение для вкуса, разума и чувствований» была напечатана переведённая с немецкого заметка «Макандаль Нигритянин»[8].